# Stade olympique de l'Emyrne
Pour les articles homonymes, voir SOE.
Le Stade olympique l'Emyrne, est un club de football basé à Antananarivo à Madagascar.
Le club remporte le championnat de Madagascar en 2001, et atteint la finale de la  Coupe de Madagascar en 2003.
Le club est également célèbre pour avoir perdu un match officiel l'opposant à l'AS Adema, 149 à 0. Les joueurs du SOE ont en effet inscrit des buts contre leur camp durant toute la partie en signe de protestation contre l'arbitrage des matchs précédents.

## Histoire
Le club était originellement un club omnisports ; la section rugby à XV s'est par exemple distinguée en 1913 en battant l'équipe militaire française.

## Palmarès
- Championnat de Madagascar
  - Champion : 2001
  - Vice-champion :  2003

- Coupe de Madagascar
  - Finaliste : 2003